# Tekovské Lužany
Tekovské Lužany (bis 1948 slowakisch „Tekovské Šarluhy“ – bis 1927 „Veľké Šarluhy“; ungarisch Nagysalló) ist eine Gemeinde in der Westslowakei. Sie liegt im Donautiefland am Flüsschen Lužianka, 12 km von der Stadt Želiezovce entfernt.

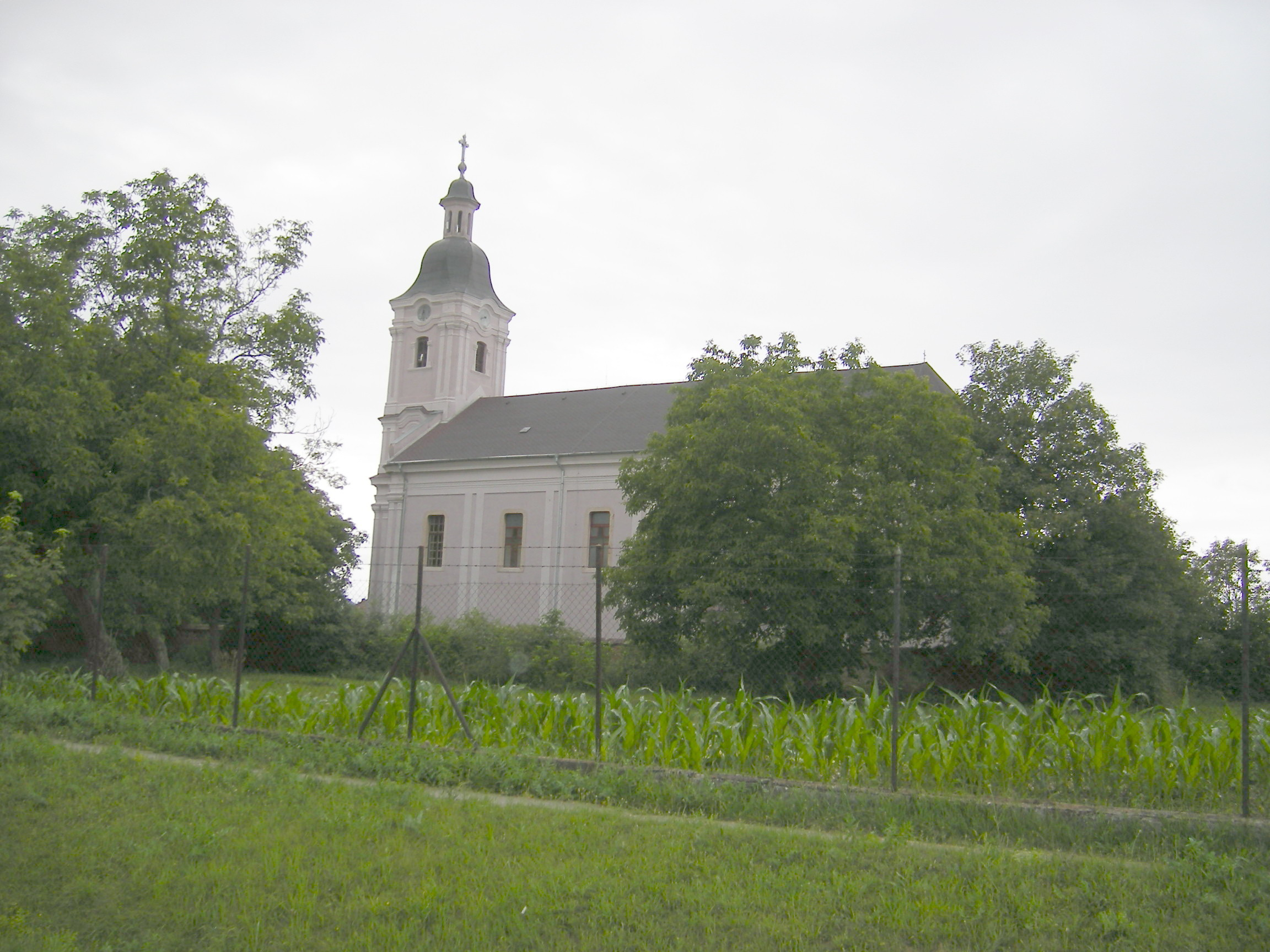
Katholische Kirche

Der Ort wurde 1156 erstmals als Surlou erwähnt und gehörte zum Erzbistum Gran. Seit dem 16. Jahrhundert war sie ein Städtchen. 1845 bekam sie das Marktrecht. Im Zuge der Revolutionen von 1848/49 ereignete sich beim Ort am 19. April 1849 eine der größten Schlachten zwischen den ungarischen Honvéden und kaiserlichen Truppen.
Bis 1918/19 gehörte sie im Komitat Bars zum Königreich Ungarn, danach kam sie zur neu entstandenen Tschechoslowakei. Aufgrund des Ersten Wiener Schiedsspruches gehörte sie 1938–1945 noch einmal zu Ungarn und ist seit 1993 ein Teil der heutigen Slowakei. 1948 wurde der Ortsname wie viele andere in der Gegend auf Grund der sprachlichen Nähe des Namens zu Ungarn in „Tekovské Lužany“ geändert.
Zur Gemeinde gehören neben dem Hauptort auch Tekovské Lužianky und Hulvinky (beide 1965 eingemeindet).
Im Ort gibt es eine barocke Kirche des Hl. Stephan aus dem Jahr 1745, eine barocke Säule der Dreifaltigkeit (1755) eine reformierte Kirche aus dem Jahr (1784), ein neoklassizistisches, ursprünglich barockes Kastell (17. Jahrhundert) und ein Kriegsdenkmal (1876).

## Bevölkerung
| Jahr                | 1994 | 2004    | 2014    | 2024    |
| ------------------- | ---- | ------- | ------- | ------- |
| Anzahl der Personen | 2868 | 2937    | 2860    | 2825    |
| Unterschied         |      | +2,40 % | −2,62 % | −1,22 % |

| Jahr                | 2023 | 2024    |
| ------------------- | ---- | ------- |
| Anzahl der Personen | 2810 | 2825    |
| Unterschied         |      | +0,53 % |